# БМД-1
БМД-1 (рус. боевая машина десанта) је совјетско, амфибијско, гусеничарско борбено возило пешадије, које је укључено у употребу 1969. године. Може бити избачено падобраном. Изгледом подсећа на БМП-1, али је доста мање. БМД-1 је послужио и као база за развој мултифункционалног, гусеничарског возила БТР-Д.

## Карактеристике
Као и код БМП-1, главно оружје је топ калибра 73 мм, а споредно коаксијални митраљез 7.62мм и лансер противтенковских ракета. Међутим, БМД има два додатна митраљеза који се налазе на предњим крајевима возила. Од БМП-а се разликује и по томе што има само пет једнако удаљених погонских точкова и четири помоћна ваљка. БМД такође нема врата на задњем делу возила. Возачев отвор и нишан се налазе испод главног топа. Са обе стране од његовог отвора се налази по још један отвор. Са сваке стране возила се налази по само један отвор који може да користи посада као пушкарницу. 
Иако је мањи од БМП-а, имају сличне карактеристике. Користе га падобранске јединице као борбено возило пешадије. Може бити транспортован авионима Ан-12, Ан-22, Ил-76 и Ан-124, као и хеликоптерима Ми-6 и Ми-26. Оклоп на куполи (25мм) је дебљи него на БМП-у, али труп има тањи оклоп (15мм). Возило има уграђено заштиту од спољашњих утицаја (атомског, хемијског и биолошког) који пружа додатну сигурност посади која броји 3 члана. Постоји могућност за превоз 4 путника.

## Варијанте
Основни БМД је укључен у употребу 1970. године. До 1973. је доживео низ мањих унапређења. 
- БМД М1979/1 - на овој верзији шасија је продужена за 60мм. Додат је један точак и по један помоћни ваљак на свакој страни. Купола са свим својим наоружањем је замењена доста нижом и равнијом верзијом.
- БМД М1979/3 - командна верзија у коју је уграђена додатна комуникациона опрема
- БМД М1981/1 - ова верзија има куполу коју опслужују два члана посаде, и на којој се налази аутоматски топ калибра 30мм. Пошто користи исто наоружање као БМП М1981, претпоставља се да може да користи и новије противтенковске ракете (9К111 Фагот, 9М113 Конкурс).
- БМД-1К - командна верзија возила
- БМД-1М - унапређен вентилациони систем, као и погонски точкови
- БМД-1П - масовно произвођена верзија, са уграђеним модернијим противтенковским ракетама
- БМД-1ПК - командна верзија возила БМД-1П

## Корисници
- Ангола - неколико возила које су добили бесплатно од Кубе
- Јерменија - 10
- Азербејџан - 20
- Белорусија - 154
- Иран - 200
- Молдавија - 44
- Русија - 715 + 2400
- Украјина - 61
- Узбекистан - 120